# Frits Danielson
Frits Danielson, född 6 maj 1864 i Laxå, död 1 augusti 1948, var Lundsbergs skolas första rektor.
Danielson avlade filosofie kandidatexamen i Uppsala 1891 och hade därefter anställning vid ett järnbruk 1891–1893 samt arbetade på kontor i London 1893–1895. Till Lundsbergs skola kom han 1896, där han var  föreståndare fram till 1922 och lärare till 1929. Han satt i skolans styrelse fram till 1932.
Vidare var han ledamot av Svenska diakonisällskapet från 1902, Svenska riksförbundet för sedlig kultur 1915–1930, av Lungsunds kyrko- och skolråd 1905–1932, av dess diakonikrets 1922–1932, ordförande i valnämnden 1910–1932, ledamot av styrelsen för Karlstads stifts kommunala folkskoleförbund 1923–1932, rådgivande ledamot av Stiftelsen Sverige och Kristen Tro från 1916 och inspektor för Kristinehamns flickskola från 1927.
Han blev hedersledamot av Värmlands nation i Uppsala 1927 samt av Föreningen Gamla Lundsbergare 1928.